# فربيون عربي
الفربيون العربي (باللاتينية: Euphorbia arabica) نوع نباتي يتبع جنس الفربيون من الفصيلة اللبنية.

## الموئل والانتشار
ينتشر في وادي النيل.